# 1-й Тихвинский тупик
Пе́рвый Ти́хвинский тупи́к — улица в центре Москвы в Тверском районе от Тихвинского переулка.

## Происхождение названия
Назван в связи с близостью к Тихвинской улице, которая, в свою очередь, названа по построенной в 1696 году церкви, главный престол которой был освящён в честь Тихвинской иконы Божией Матери.

## Описание
1-й Тихвинский тупик отходит от Тихвинского переулка за храмом Тихвинской иконы Божьей Матери, проходит на север и заканчивается в городской застройке.